# Anna Špačková
Anna Špačková (11. června 1922 – 23. července 2006) byla slovenská a československá politička Komunistické strany Slovenska a poúnorová poslankyně Národního shromáždění ČSSR.

## Biografie
Ve volbách roku 1960 byla zvolena za KSS do Národního shromáždění ČSSR za Západoslovenský kraj. Podílela se na projednání nové ústavy ČSSR z roku 1960. V Národním shromáždění zasedala až do konce volebního období parlamentu, tedy do voleb v roce 1964.
Jistou Annu Špačkovou zvolil 16. sjezd KSČ za kandidátku Ústředního výboru Komunistické strany Československa.